# Erannis seminigra
Erannis seminigra là một loài bướm đêm trong họ Geometridae.